# Currie Cup
De Currie Cup is de hoogste competitie van het Zuid-Afrikaanse rugby union, de competitie is ook bekend als de ABSA Currie Cup. De competitie vindt plaats in de winter en lente (juni tot oktober). De ploegen die deelnemen vertegenwoordigen een regio of provincie van Zuid-Afrika. Hoewel dit de hoogste Zuid-Afrikaanse competitie is, spelen er toch Zuid-Afrikaanse teams in de internationale Super Rugby-competitie.
De Currie Cup is een van 's werelds oudste rugbycompetities, het wordt al gehouden sinds 1889. Western Province is op dit moment de regerend kampioen.

## Teams

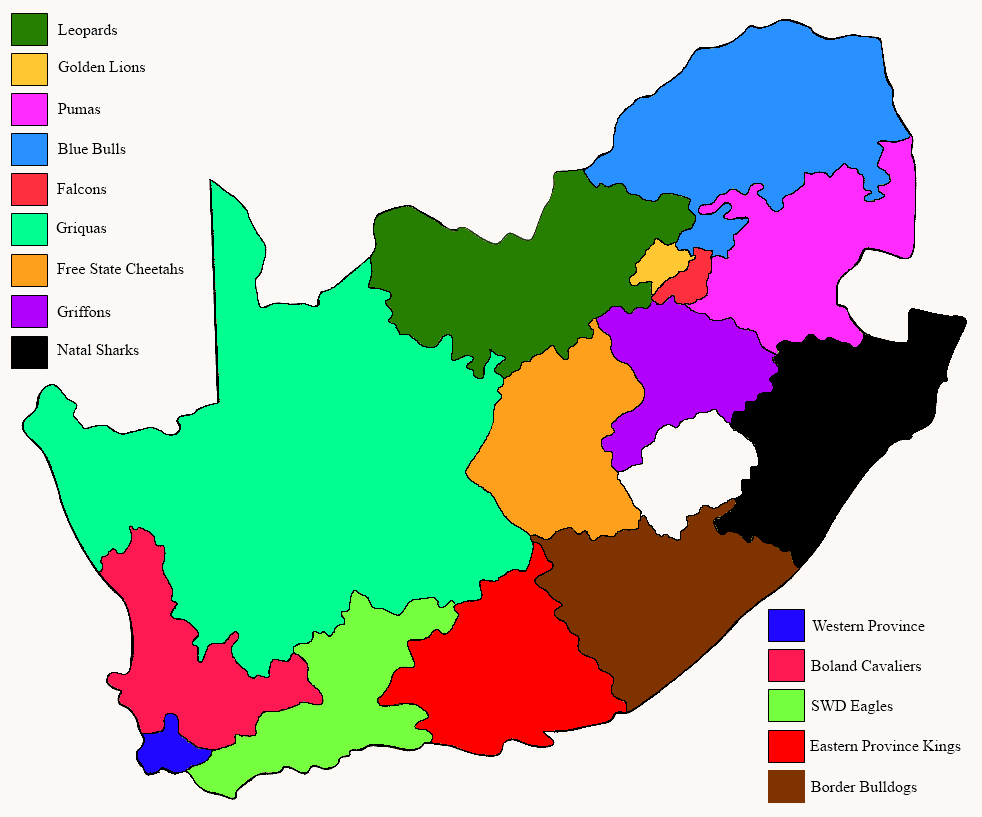
Kaart van Zuid-Afrika die de grenzen van de 14 ploegen van de Currie Cup weergeeft.

Op dit moment is Zuid-Afrika verdeeld over 14 gebieden, Unions genaamd. Vier daarvan vertegenwoordigen een gehele provincie:
- Griquas - Noord-Kaap (thuiswedstrijden in Kimberley)
- Leopards - Noordwest (thuiswedstrijden in Potchefstroom)
- Sharks - KwaZoeloe-Natal (thuiswedstrijden in Durban)
- Pumas - Mpumalanga (thuiswedstrijden in Witbank)

De Oost-Kaap is verdeeld in twee unions:
- Border Bulldogs - oost (thuiswedstrijden in Oost-Londen)
- Eastern Province Kings - west (thuiswedstrijden in Port Elizabeth)

net zoals Vrijstaat:
- Free State Cheetahs - centrum en west (thuiswedstrijden in Bloemfontein)
- Griffons - oost (thuiswedstrijden in Welkom)

West-Kaap bestaat uit drie unions:
- Boland Cavaliers (Afrikaans: Boland Kavaliers) - noord (thuiswedstrijden in Wellington)
- Eagles - oost (thuiswedstrijden in George)
- Western Province - Kaapstad grootstedelijk gebied

Gauteng wordt vertegenwoordigd door drie waarvan er een ook een andere provincie vertegenwoordigt:
- Falcons (Afrikaans: Valke) - gebied ten oosten van Johannesburg (thuiswedstrijden in Brakpan)
- Golden Lions - Johannesburg en het gebied ten westen ervan (thuiswedstrijden in Johannesburg)
- Blue Bulls - Pretoria, gebieden ten noorden ervan en Limpopo (thuiswedstrijden in Pretoria)

Noordelijk Halfrond:
Heineken Cup · Magners League · English Premiership (rugby union) ·  Top 14 (Frankrijk)

Zuidelijk Halfrond:
Super Rugby · Currie Cup (Zuid-Afrika) · ITM Cup (Nieuw-Zeeland)